# Jai Taurima
Jai Taurima, född den 26 juni 1972, är en australisk före detta friidrottare som tävlade i längdhopp.
Taurima deltog vid Samväldesspelen 1994 där han slutade sexa och vid Samväldesspelen 1998 där han blev silvermedaljör.
Han deltog även vid VM 1999 då han blev fyra efter att ha hoppat 8,35. Vid Olympiska sommarspelen 2000 på hemmaplan blev han tvåa efter Iván Pedroso med ett hopp på 8,49. Hoppet blev både hans personliga rerkod och oceanskt rekord i längdhopp.